# معركة تازيزاوت
معركة تازيزاوت هي معركة وقعت ما بين 20 غشت و10 شتنبر 1932 في جبال الأطلس الكبير بين قبائل أيت سخمان المقاومة والقوات الاستعمارية الفرنسية. قاد هذه المعركة سيدي المكي أمهاوش بن سيدي علي وتكبّد فيها المستعمر الفرنسي خسائر فادحة في الأرواح والعتاد. شارك في هذه المعركة أيضا قبائل عديدة ، فبالإضافة إلى قبيلة أيت يحيى شاركت قبائل أيت سخمان (أغبالة) وإشقيرن وأيت إيحاند وزيان وأيت إسحاق بقيادة سيدي المكي أمهاوش وإخوته".

## موقع المعركة
تقع تازيزاوت في منطقة جبلية تكثر فيها الصخور مع وجود غابات كثيفة وأدغال مشبكة، وتمتاز بوجود التضاريس الوعرة ، وصعوبة في المشي خلالها. تمتد بين قصر تغدوين وأيت حديدو جنوبا وتزي نغيل وتونفيت وسيدي يحيى أيوسف شمالا، وترغيست وأنفكو شرقا وأيت سيدي حسين غربا، وسميت بهذا الاسم بسبب كثرة الأشجار فيها واخضرارها.

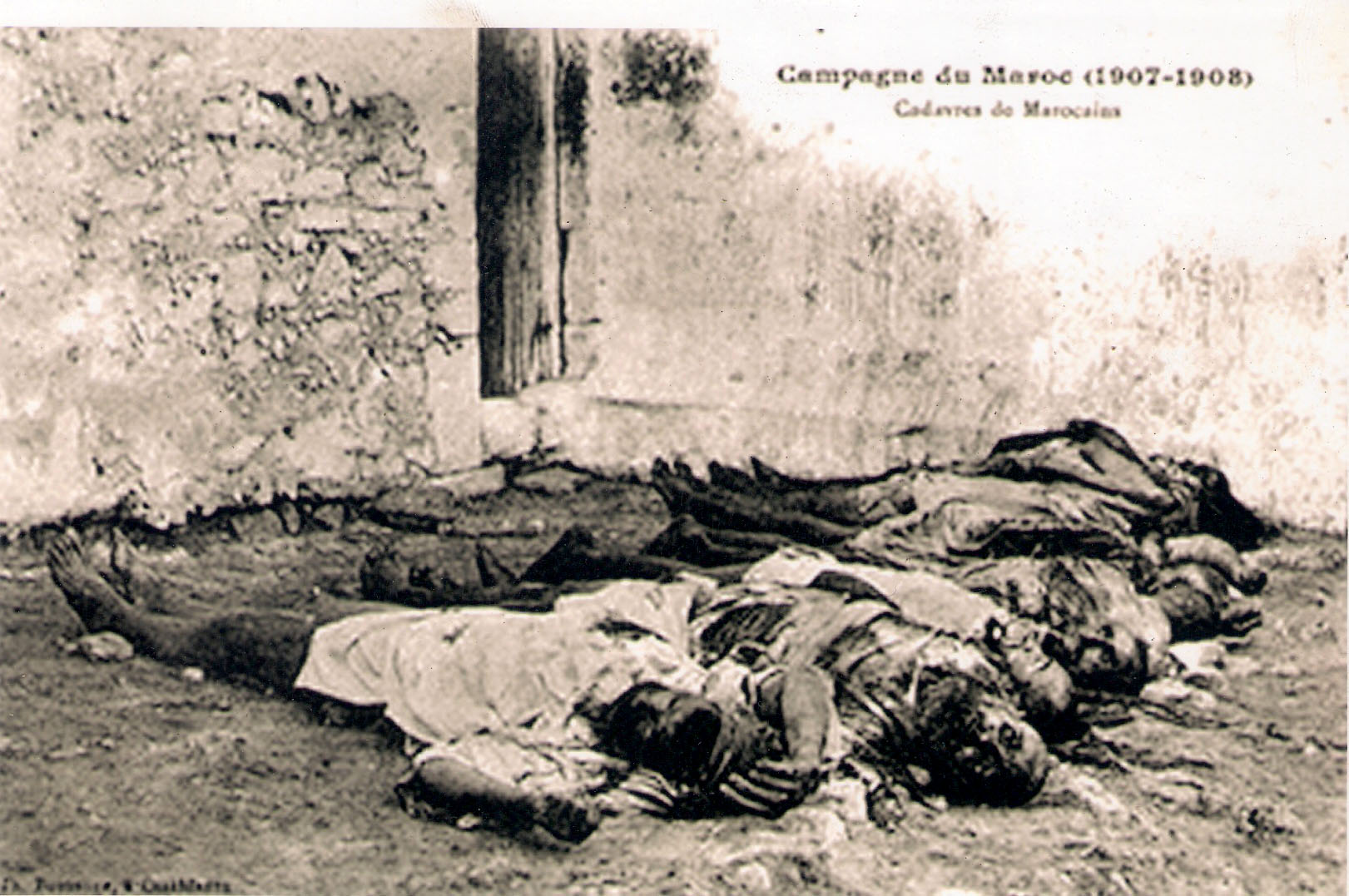
قتلى خلال حملة المغرب 1907-1908